# بيل باني
بيل باني هو ملك آشور حكم من سنة 1700 إلى 1691 ق م، معنى اسمه الرب الباني تمكن هذا الملك من التفرد بحكم آشور بعد أن تنازع مع 7 متنافسين. خلفه في الحكم ليبايا.